# The Intercept

Logo van The Intercept

The Intercept (Engels to intercept = onderscheppen) is een webzine (onlinetijdschrift), opgericht door Glenn Greenwald, Jeremy Scahill en Laura Poitras. Het webzine ging van start in februari 2014 en werd aanvankelijk gepubliceerd door First Look Media. Glenn Greenwald en Laura Poitras verlieten The Intercept in 2020. In januari 2023 ging The Intercept verder als zelfstandige non-profitorganisatie.
The Intercept was de eerste publicatie van First Look Media, een journalistiek platform dat gefinancierd wordt door eBay-oprichter Pierre Omidyar, die aangaf 250 miljoen dollar (183 miljoen euro) te zullen investeren in het project, waarvan 50 miljoen voor de start.
The Intercept had twee doelstellingen. Op korte termijn wilde het een platform zijn voor de documenten van Edward Snowden in verband met de spionageaffaire rond de Amerikaanse veiligheidsdienst NSA. Op langere termijn wilde The Intercept uitgroeien tot een algemeen mediakanaal voor onafhankelijke onderzoeksjournalistiek en 'moedig en onbevreesd problemen aankaarten inzake misbruik, financiële en politieke corruptie en schendingen van mensenrechten'.
De website biedt zijn bronnen, doorgaans klokkenluiders, een beveiligd, anoniem kanaal aan om bestanden ter beschikking te stellen, vergelijkbaar met WikiLeaks, op basis van de opensourcesoftware SecureDrop, ontwikkeld door Aaron Swartz en beheerd door de Freedom of the Press Foundation.
In de documentaire All Governments Lie, die in 2016 op het International Documentary Film Festival in Amsterdam voor het eerst buiten de Verenigde Staten en Canada te zien was, kwamen de werkwijze en filosofie van The Intercept ook aan bod en het belang dat de medewerkers hechten aan onafhankelijke journalistiek ten opzichte van journalisten die werken voor grote mediabedrijven.